# 吉富町巡回バス

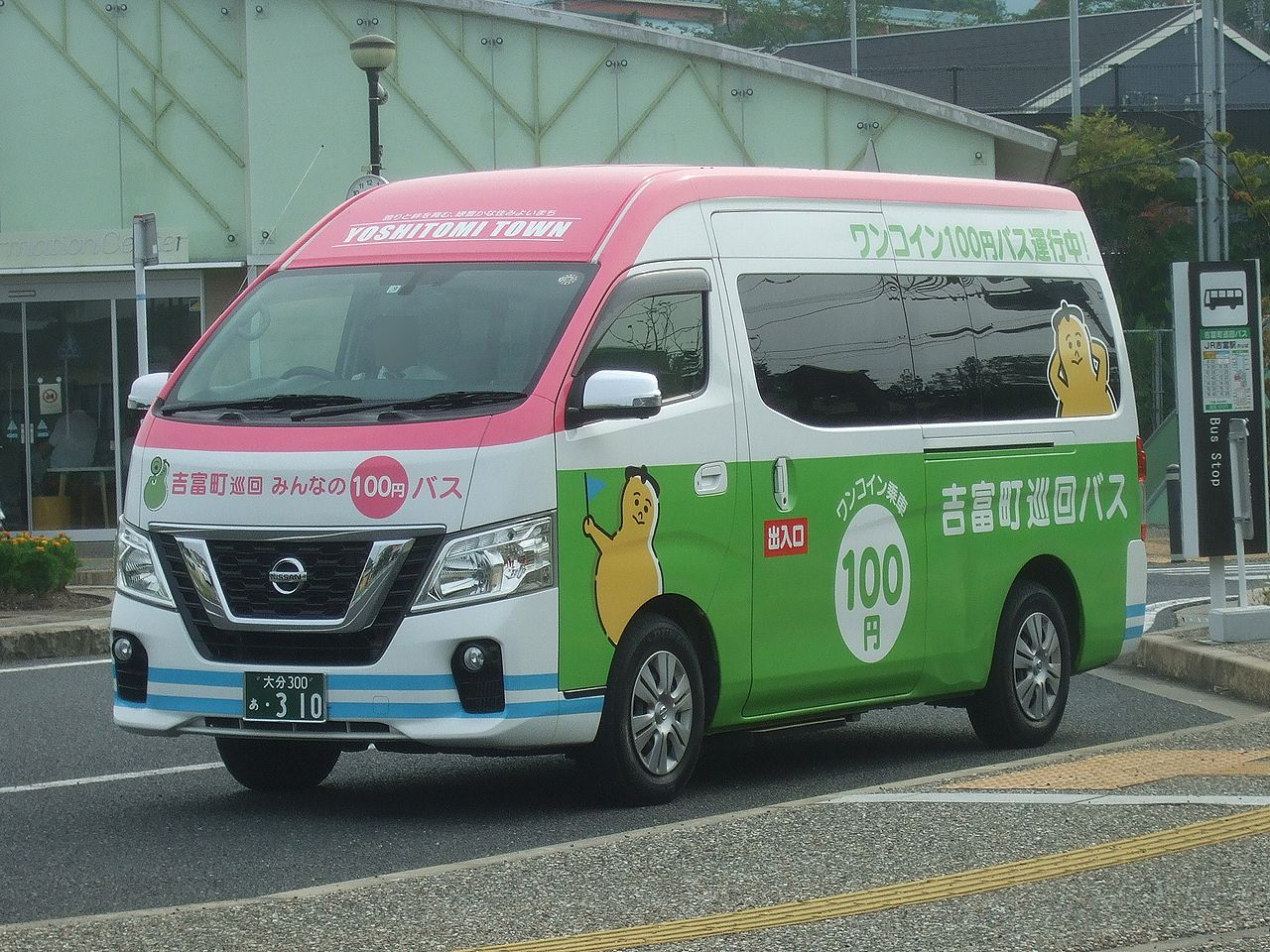
現行の車両

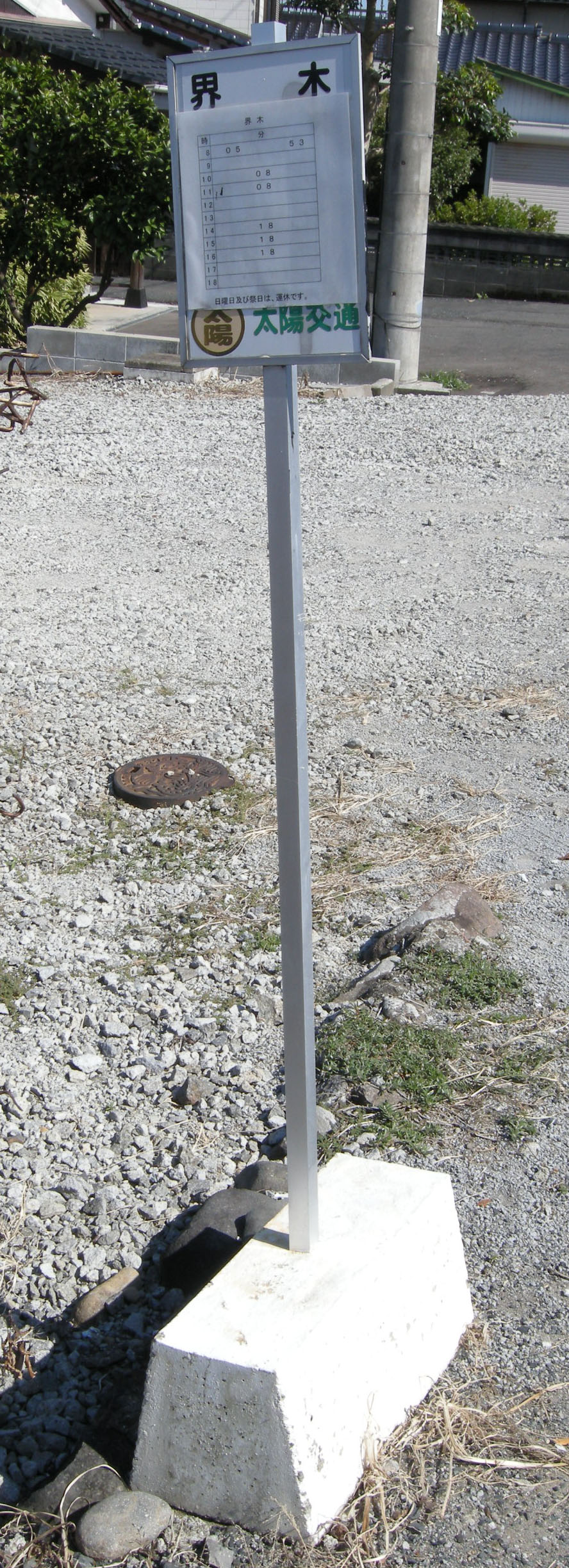
巡回バスのバス停

吉富町巡回バス（よしとみまちじゅんかいバス）は、福岡県築上郡吉富町にて運行しているコミュニティバスである。

## 概要
- 西鉄バス京築の町内路線廃止に伴い運行開始した。但し、巡回バスの経路は、廃止路線の経路とは全く異なっている。
- 運賃は、1回100円。
- 日曜・祝祭日は運休。
- 運行は、宇島太陽交通に委託されている。[1]
- ジャンボタクシー用車両（乗車定員11人未満）を使用しており、巡回バスを名乗るものの実質的には乗合タクシーである。

## 沿革
- 2004年3月31日 - 当日限りで西鉄バス京築の中津 - 行橋線、及び友枝線廃止。
- 2004年4月1日 - 吉富町巡回バス運行開始。
- 2005年4月11日 - 路線・ダイヤ改正。利用の少ないルートを見直しバス停を削減（30→24箇所）、日祝日を運休化。[2]
- 2017年10月1日 - 路線・ダイヤ改正。バス停を増設（24→31箇所）[3]、車両更新。
- 2019年10月1日 - ダイヤ改正。界木始発であった始発便をJR吉富駅始発に変更。

## 路線
日豊本線より北側（海側）の地域を運行する「北回り」と、南側（山側）の地域を運行する「南回り」の2路線があるが、運行上はJR吉富駅を起点に北回りとして一周し、JR吉富駅に停車したあと続いて南回りとして一周し、再びJR吉富駅に戻る経路となっている。全便が同一方向に運行する。
※2019年10月1日改正
経路
JR吉富駅 → 吉富町役場 → 昭和（喜之道クリニック前） → 界木 → 小犬丸上 → 玄光院公園入口（林歯科医院前） → 喜連島上 → 田辺三菱製薬工場 → 漁村センター → 喜連島下 → 小犬丸下 → 吉富郵便局 → JR吉富駅 → 昭和（唐原内科クリニック前） → 吉富町役場 → 老人福祉センター（東病院前） → スーパー川食（よしとみ整形外科リウマチ科クリニック前） → 幸子黒川沿い → 吉富鳳寿園 → ホタル公園 → 今吉南（いまとみクリニック前） → マルミヤストア（まるやま歯科医院前） → 和井田入口（中山内科医院前） → コスモス吉富店 → 鈴熊 → 直江 → 直江西（俥茶屋前） → 壺神社 → 土屋 → 楡生 → 今吉 → スーパー川食 → 老人福祉センター（東病院前） → 吉富町役場 → 広津下（中島商店前） → JR吉富駅
1日8本。始発はJR吉富駅 → 界木 → 小犬丸上…の順に停車する。昼間の1便は北回りのみの運行。

### 運行開始当初の経路
運行開始当初は以下の経路であった。　※全バス停記載、括弧内は2005年4月11日改正時に廃止されたバス停
北周り
- JR吉富駅 - 吉富町役場 - 唐原内科 - （小犬丸黒川線） - （ハイダイ工業） - （間尾団地） - 界木 - 小犬丸上 - はやし歯科 - 喜連島上 - 三菱ウェルファーマ - 漁村センター - 喜連島下 - 小犬丸下 - 吉富郵便局 - 吉富町役場 - JR吉富駅

南周り
- JR吉富駅 - 吉富町役場 - 佐本整形外科 - 幸子黒川沿い／（吉富タクシー営業所） - 吉富鳳寿園 - 別府公園 - 楡生 - 土屋 - 今吉 - スーパー川食 - （中山内科） - 俥茶屋 - 壺神社 - 直江 - 鈴熊 - （まるやま歯科） - 吉富町役場 - JR吉富駅
  - 1・3・5便が幸子黒川沿い、2・4・6便が吉富タクシー営業所経由であった。

## 車両
運行開始時はトヨタ・ハイエースを使用していたが、2017年10月1日のダイヤ改正時に日産・NV350キャラバンに代替されている。

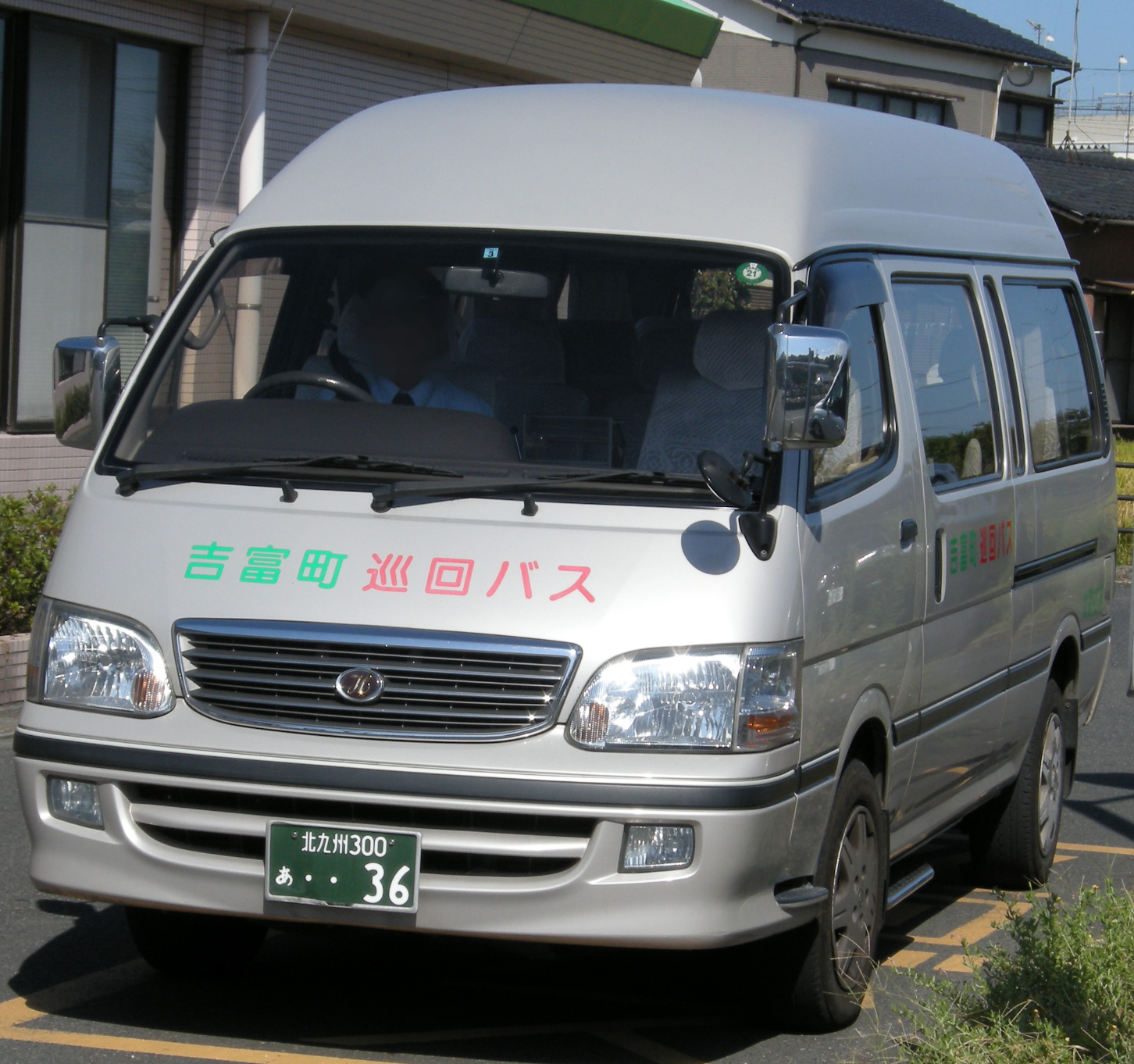
巡回バスの車両（ハイエース）